# Richard E. Parker
Richard Elliott Parker, född 27 december 1783 i Westmoreland County, Virginia, död 10 september 1840 i Loudoun County, Virginia, var en amerikansk politiker och jurist. Han representerade delstaten Virginia i USA:s senat 1836-1837.
Parker utexaminerades 1803 från Washington College (numera Washington and Lee University). Han studerade sedan juridik och inledde 1804 sin karriär som advokat i Westmoreland County. Han deltog som överstelöjtnant i 1812 års krig. Han arbetade som domare i Virginia från och med 1817. Senator Benjamin W. Leigh avgick 1836 och efterträddes av Parker. Han avgick redan följande år för att tillträda som domare i en appellationsdomstol och efterträddes som senator av William H. Roane.